# Insurgencia islámica en Arabia Saudita
La insurgencia en Arabia Saudita es un conflicto armado en Arabia Saudita entre combatientes islámicos radicales, supuestamente asociadas con al-Qaeda, en contra de la Casa de Saud. Sus objetivos incluyen los civiles extranjeros -principalmente los occidentales afiliados a su economía basada en el petróleo, así como los civiles y las fuerzas de seguridad de Arabia Saudita. Si bien la actual insurgencia comenzó en 2000 y se intensificó en 2003, los ataques ocurridos en Arabia Saudita se remontan a 1995.
- Datos: Q4115296